# Devlet Berdi kán
Devlet Berdi (†1427) az Arany Horda kánja három napig. 

## Származása
Devlet Berdi a sajbánidák (Dzsingisz kán Sajbán nevű unokájától származó tatár dinasztia) krími ágából származott, apja Tas Timur volt, aki a 14. század végén megpróbált önállósodni a Krímen, de Timur Lenk hadjárata elsöpörte uralmát. Devlet Berdi unokaöccse volt I. Hadzsi Giráj, a Krími Kánság megalapítója. Egy másik elképzelés szerint Toktamis kán fia volt, esetleg unokája, Dzsabbárberdi révén. 

## Harca a trónért

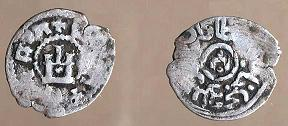
Devlet Berdi Kaffában talált pénze

Devlet Berdi egyike volt a trónkövetelőknek, akik az Edögej emír 1419-es halála utáni zűrzavarban kánná kiáltották ki magukat. 1419-ben még nem jutott nagy szerephez, amikor a két másik trónkövetelő, Olugh Mohammed (aki Devlet Berdi unokatestvére volt) és Barak harcából az utóbbi került ki győztesen, Mohammed pedig Litvániába menekült. 1426-ban Mohammed visszatért, a Volgán túlra űzte Barakot és elfoglalta a fővárost, Szarajt. A következő évben Barak új seregekkel visszatért, Devlet Berdi pedig kihasználva, hogy vetélytársai egymással vannak elfoglalva, szintén kánná kiáltotta ki magát a Krímen. Barak kivetette Szarajból Mohammedet, aki azonban megtartotta hatalmát a volgai bolgárok területén. Devlet Berdi ekkor Barakra támadt, megszállta a fővárost, de három nappal később Barak visszatért, visszavette Szarajt, Devlet Berdiről pedig nem írnak többé a források, feltehetőleg meghalt.  
IV. (Komnénosz) János trapezunti császár Devlet Berdi ismeretlen nevű lányát vette feleségül, aki így Trapezunt császárnéja lett. 

## Fordítás
- Ez a szócikk részben vagy egészben  a(z)   Девлет-Берди című orosz Wikipédia-szócikk ezen változatának fordításán alapul.  Az eredeti cikk szerkesztőit annak laptörténete sorolja fel. Ez a jelzés csupán a megfogalmazás eredetét és a szerzői jogokat jelzi, nem szolgál a cikkben szereplő információk forrásmegjelöléseként.